# Kang Seung-sik
Kang Seung-sik (Hangul: 강승식; Daejeon, 16 de abril de 1995), más conocido como Seungsik (Hangul: 승식), es un cantante, bailarín y compositor surcoreano. Debutó como miembro del grupo surcoreano VICTON en el 2016 como vocalista y bailarín sin embargo para el año 2019, se convirtió en el nuevo líder del grupo, y estuvo en él hasta 2023.

## Carrera
Durante su tiempo de preparación Seung-sik junto a Heo Chan fueron bailarines de respaldo para Apink en sus conciertos «Pink Island» de 2015.
El 30 de agosto estuvo en Me & 7Men por Mnet junto con sus compañeros de grupo oficialmente llamado VICTON.
El 29 de diciembre Seung-Sik se mostró como la identidad de “Diary” en el programa King of Mask Singer después de hacer una versión de “I Want to Fall in Love” de Kim Jo Han para su actuación en solitario y por el gran impacto que tuvo su aparición en el reality se recibió más de 1000 comentarios solicitando nuevamente a Seungsik en el programa.
El 13 de febrero hizo su debut en solitario con el Sencillo "I'm still loving you" siendo el primer lanzamiento del proyecto musical de 722 STUDIO y de igual manera el primer miembro de VICTON en debutar solo.
El 14 de abril Seung-sik junto Han Seung-woo copresentaron el programa de radio Blanket Kick la cual se transmitió por Naver los martes por la noche; aunque el 20 de julio lo copresentó junto a Heo Chan ya Han Seung-woo ya no pudo participar debido al alistamiento inminente de este último.
El 14 de agosto Play M Entertainment estrenó el volumen 4 de "Summer Memories" siendo este una colaboración junto a Ravi y Namjoo.
El 11 de enero VICTON lanzó su primer álbum llamado "VOICE: The future is now" además de su mv para su canción principal titulada "What I Said". El álbum incluye cuatro canciones en solitario donde una de ellas pertenece a Seung-sik.
El 24 de agosto lanzó su tercer Sencillo titulado «Look for the Silver Lining» en colaboración con la compañía musical CLEF, como parte de un proyecto de donación para la organización benéfica Good Neighbors.
El 17 de octubre Kang Seung-sik junto a Do Han-se, Lim Se-jun y Heo Chan participaron en una sesión fotográfica de caridad con la organización benéfica Good Neighbors para el Día Internacional para la Erradicación de la Pobreza.
El 6 de marzo Choi Byung-chan, Lim Se-jun y Seung-sik participaron en el OST del drama A Business Proposal con el tema llamado "You Are Mine".

## Filmografía

### Programas de variedades
| Año  | Título              | Rol          | Notas |
| ---- | ------------------- | ------------ | ----- |
| 2019 | King of Mask Singer | Participante | [ 3 ] |